# Illa de Sal

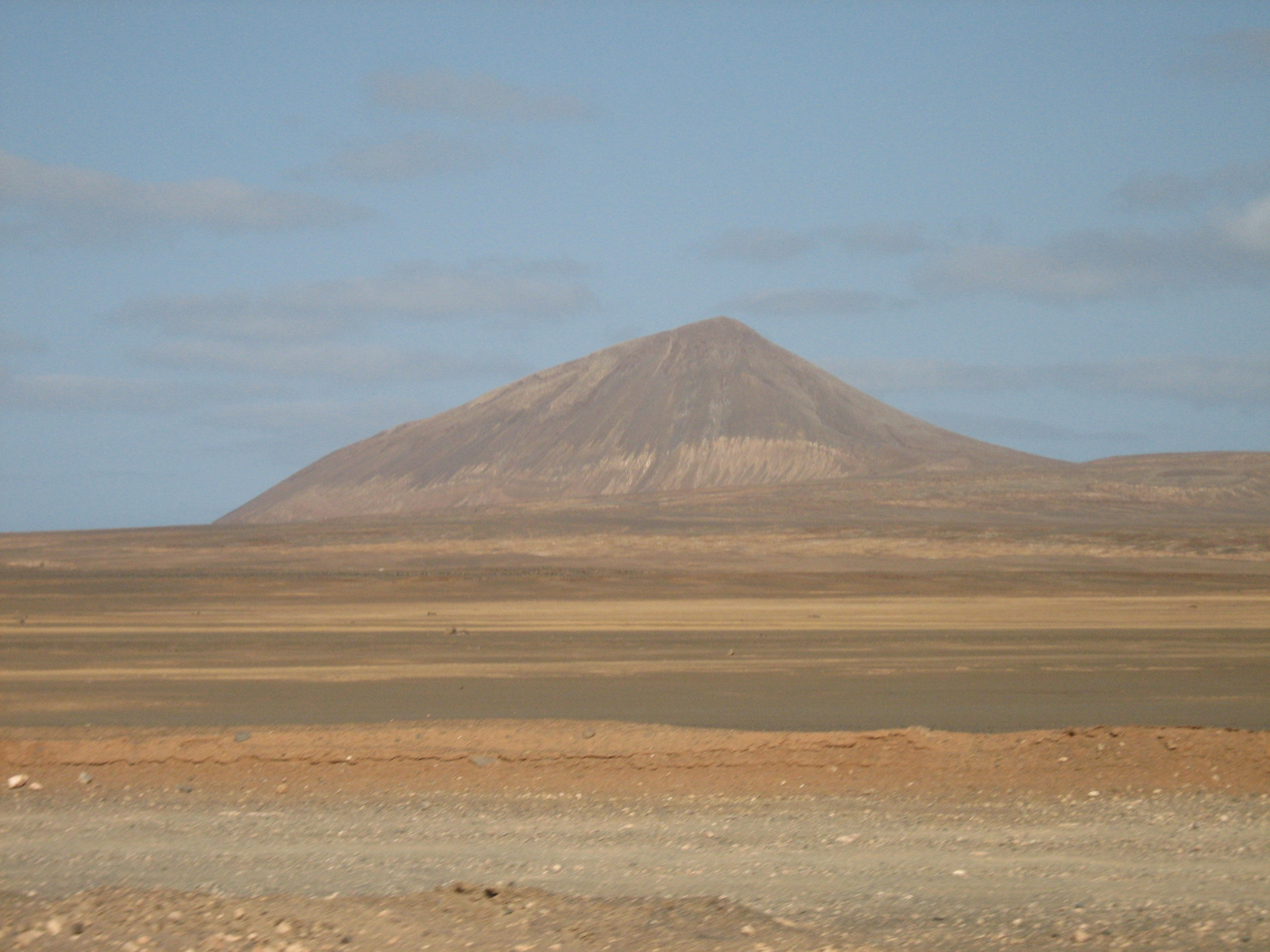
Sal; el Monte Grande (405 m)

Sal (o Ilha do Sal) és una de les illes de Cap Verd. És la principal destinació turística del país.
Pertany al grup de les illes de Sobrevent (Barlavento). Té una superfície de 216 km² i uns 14.800 habitants. És una illa de paisatge pla i força desolat amb poca vegetació. Normalment només creixen alguns matolls i gramínies. Té un clima de l'estepa. La principal font d'ingressos són el turisme, la pesca i l'explotació de la sal de les salines, que varen donar el seu nom a l'illa. La capital és Espargos, vila més o menys al mig de l'illa. El primer aeroport internacional de les illes de Cap Verd, l'Aeroport Internacional Amílcar Cabral, és a Sal. Les principals atraccions turístiques són una platja de 8 km de llargada amb aigües molt netes a la població de Santa Maria, al sud de l'illa, les salines de Pedra da Lume i el paratge natural de Buracona.

## Població
| Població de Sal, Cap Verd (1940—2010) | Població de Sal, Cap Verd (1940—2010) | Població de Sal, Cap Verd (1940—2010) | Població de Sal, Cap Verd (1940—2010) | Població de Sal, Cap Verd (1940—2010) | Població de Sal, Cap Verd (1940—2010) | Població de Sal, Cap Verd (1940—2010) | Població de Sal, Cap Verd (1940—2010) |
| ------------------------------------- | ------------------------------------- | ------------------------------------- | ------------------------------------- | ------------------------------------- | ------------------------------------- | ------------------------------------- | ------------------------------------- |
| 1940                                  | 1950                                  | 1960                                  | 1970                                  | 1980                                  | 1990                                  | 2000                                  | 2010                                  |
| 1.121                                 | 1.838                                 | 2.608                                 | 5.505                                 | 5.826                                 | 7.715                                 | 14.816                                | 25.779                                |

## Història
Abans de l'arribada dels navegants portuguesos Diogo Gomes i António de Noli en 1460, en el seu retorn de Guinea, l'illa ja era coneguda pels àrabs a causa de les seves riques salines.
Per no posseir aigua potable, l'illa va estar deshabitada fins al segle xix, fins que l'any 1796 es va començar l'explotació de les salines de Pedra de Lume. L'explotació de les salines va dinamitzar l'economia de l'illa fins a mitjan dècada de 1980.
Amb l'objectiu de constituir un punt d'escala per als vols amb destinació a Amèrica del Sud, en 1939 va ser construït pels italians l'Aeroport Internacional Amílcar Cabral, que fins a l'any 2005 era l'única entrada per avió al país.

## Geografia
Malgrat ser d'origen volcànic, la inexistència de muntanyes que condensin la humitat fan que sigui una illa molt àrida amb escassa vegetació. Per la seva proximitat al continent africà, l'illa el vulnerable als vents calents i secs del desert que transporta la sorra del Sàhara, que fa que es formin extenses platges de sorra blanca com la Praia de Santa María fent-la el lloc més turístic de Cap Verd.
A Pedro Lume se situen les salines d'aquest nom que es troben a l'interior del cràter d'un volcà. En la costa nord-oest de l'illa es troba les piscines naturals de Buracona i Ojo Azul que és un forat en la roca on es veu l'aigua del mar.

## Localitats
Espargos és la capital de l'illa i on se situa l'Aeroport Internacional Amílcar Cabral. Santa Maria és una ciutat situada al sud de l'illa, on es troben els complexos hotelers i les millors platges de l'illa. Al poble de Palmeira està situat l'únic port de l'illa. Murdeira és una localitat residencial situada en la badia del seu mateix nom i al petit poble de Pedra de Lume estan les salines.

## Galeria

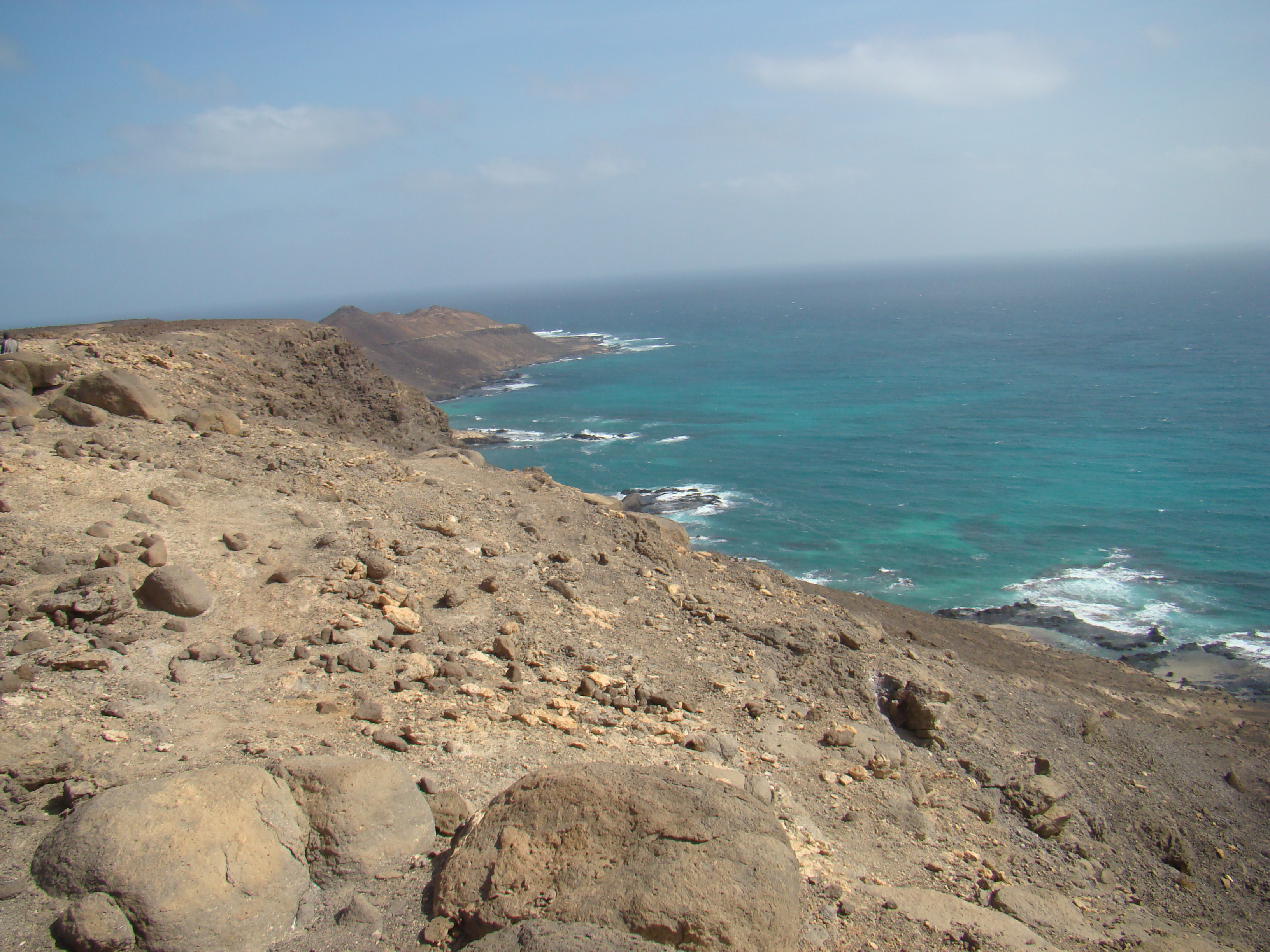
Costa a Sal
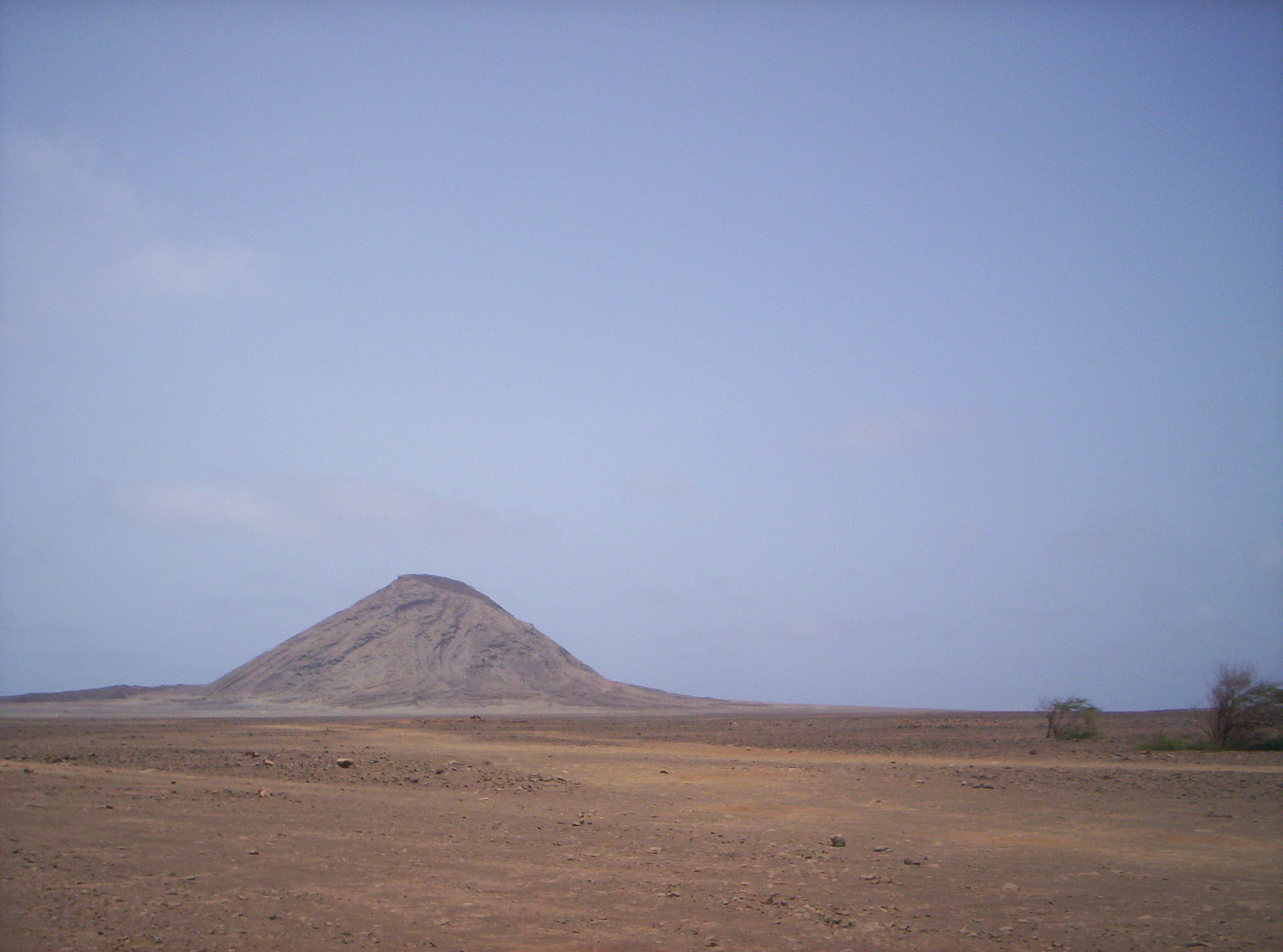
Sal. Paisatge de l'interior
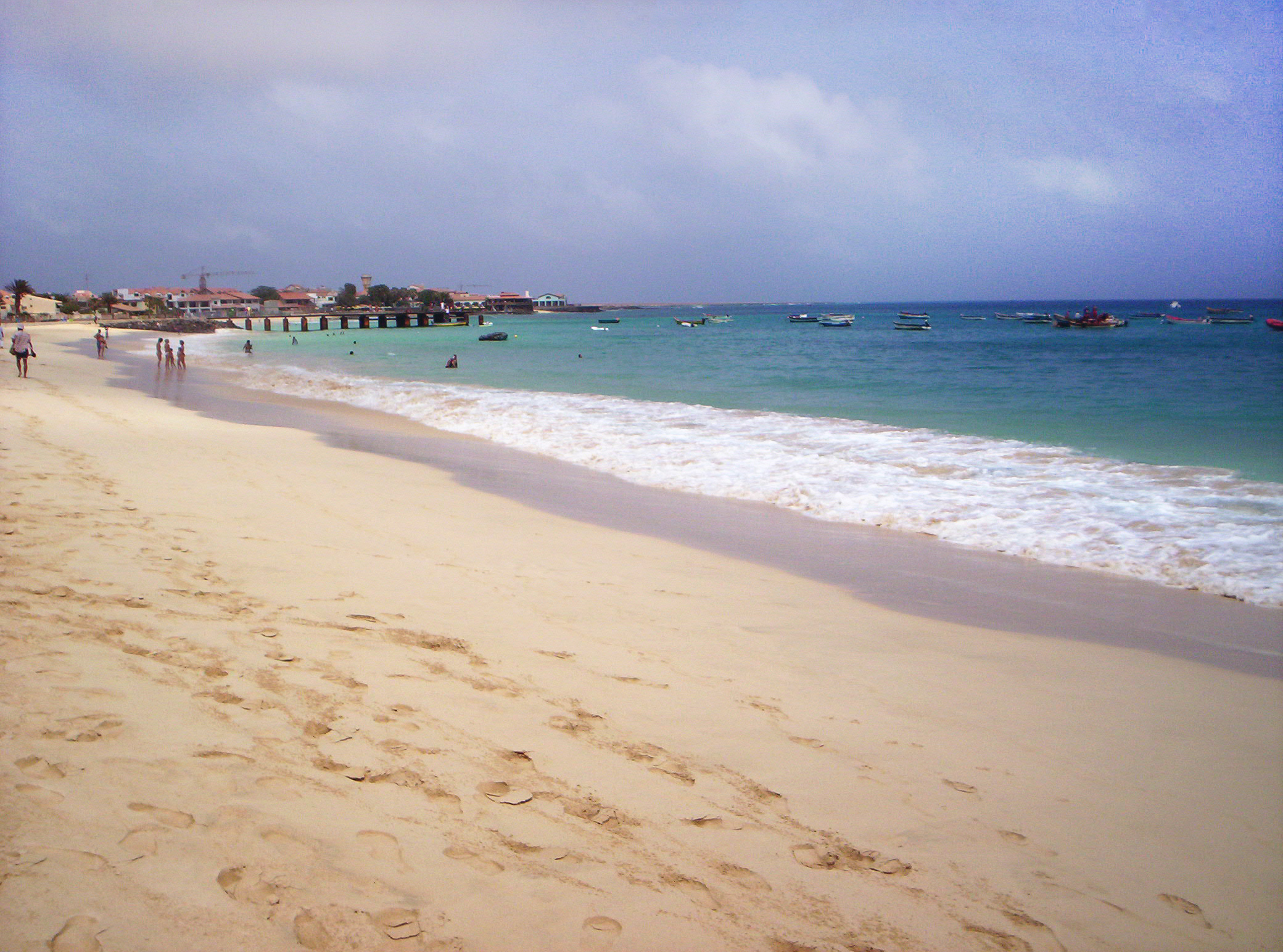
Platja a Santa Maria
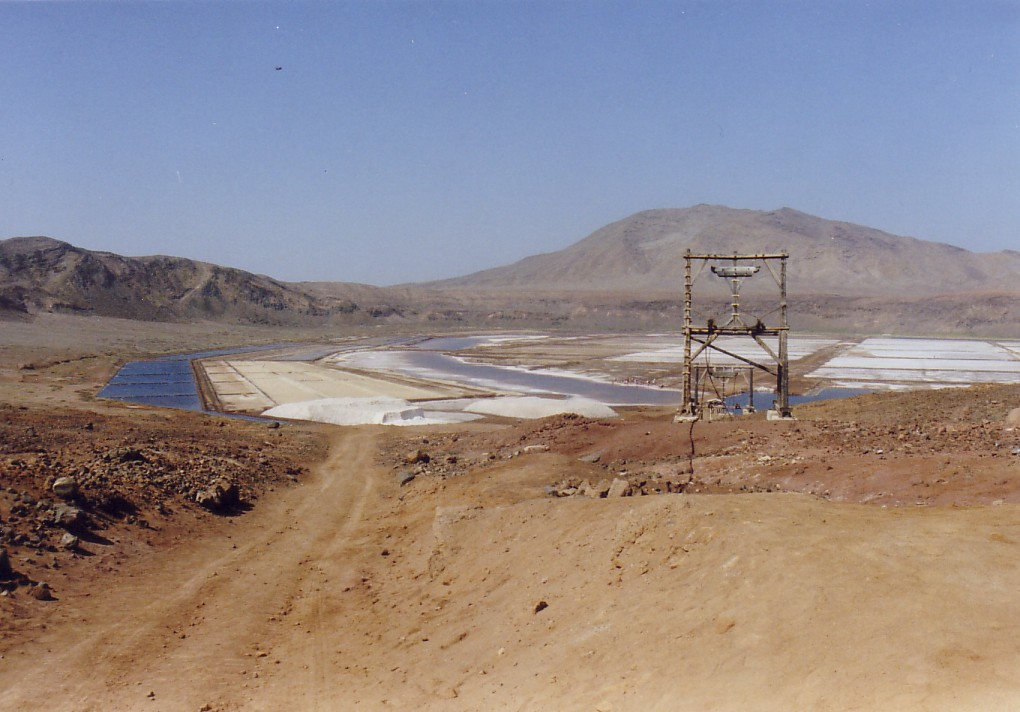
Pedra de Lume
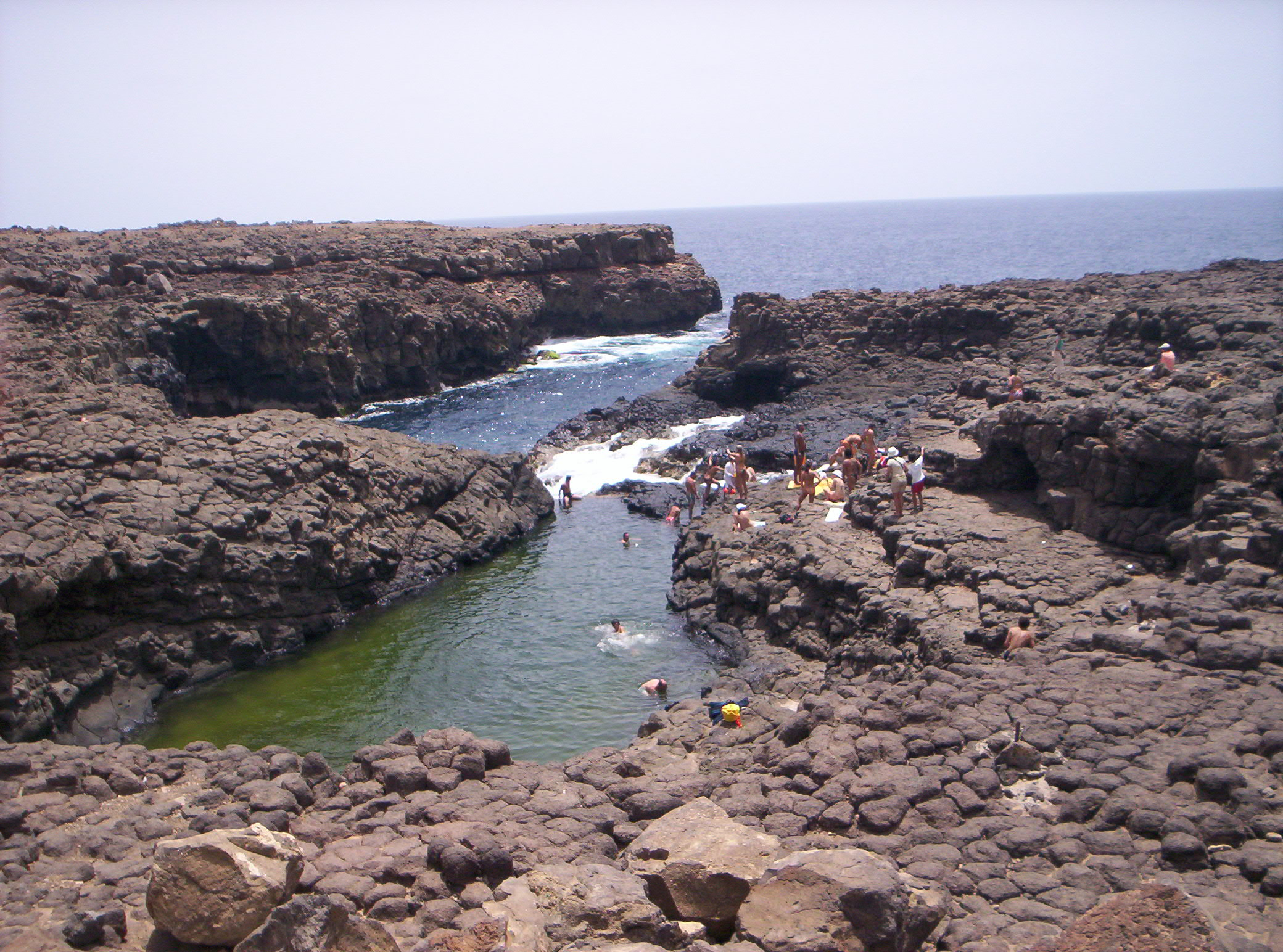
Piscina natural de Buracona
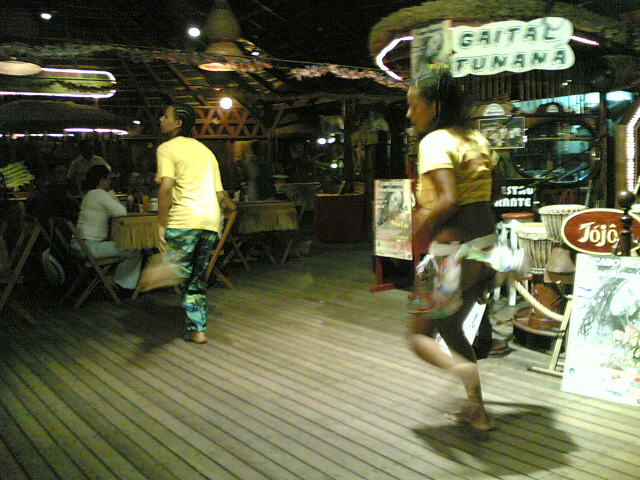
Dones ballant el funanà
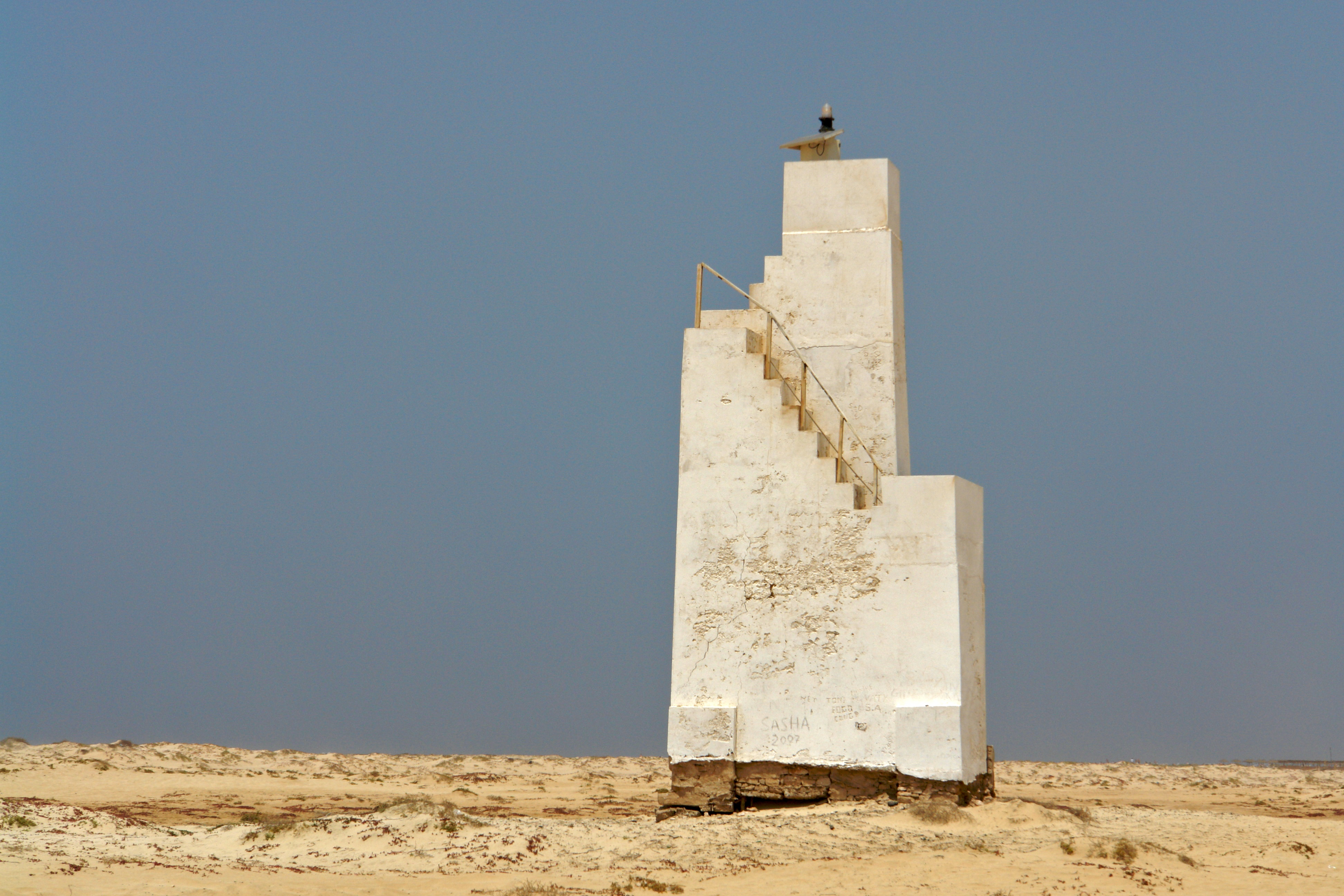
Un far